# Wallace Souza
Wallace Souza (* 12. August 1958 in Manaus, Amazonas; † 27. Juli 2010 in São Paulo) war ein brasilianischer Fernsehmoderator, Abgeordneter und mutmaßlicher Drogenhändler. International bekannt wurde er durch die Vorwürfe, er habe zur Steigerung der Attraktivität seiner Fernseh-Show Morde angeordnet und sei Chef eines Drogenkartells.

## Leben

### Karriere
Souza studierte an dem College of Business São Luiz Gonzaga und dem State College Basílio Machado. 1979 begann er als Polizist zu arbeiten, verlor diese Stelle allerdings 1987 wieder, nachdem ihm Unterschlagungen nachgewiesen wurden. Weitere strafrechtliche Konsequenzen hatte er nicht zu tragen. Ab 1989 produzierte und moderierte er die Fernsehshow Canal Livre. Die Sendung dokumentierte reißerisch die Polizeiarbeit und hatte den Anspruch, auch selbst für die Verbrechensbekämpfung einzutreten. Verfolgungsjagden, Verhaftungen, vor allem aber Morde und Gewaltverbrechen wurden in die Sendung aufgenommen. Canal Livre gewann schnell an Beliebtheit, unter anderem, weil die Außenteams sehr schnell an den Tatorten waren und die aktuellen Bilder zeigten. Häufig waren die Kameraleute noch vor der Polizei vor Ort und konnten so besonders drastische Aufnahmen einfangen. Souzas Beliebtheit stieg ebenso wie die Quoten des Formats immer weiter. Diese nutzte er in der Folge politisch. 1996 trat er für die konservative Partei Partido Liberal an und wurde zum Stadtrat in Manaus gewählt. Später wechselte er zum Partido Social Cristão. Im Jahr 2000 wurde er zum Abgeordneten des Bundesstaates Amazonas gewählt. Zwei Mal wurde er wiedergewählt, beide Male mit mehr Stimmen als alle anderen Abgeordneten. Hauptschwerpunkt seiner politischen Arbeit und seiner Wahlkampfaussagen waren dabei stets die Kriminalität im Bundesstaat, die die höchste in ganz Brasilien war. 2008 wurde Canal Livre eingestellt, nachdem erstmals Gerüchte auftauchten, dass einige der gezeigten Verbrechen von Souza selbst in Auftrag gegeben worden waren und die Kamerateams nur deshalb so schnell an den Tatorten auftauchten konnten. Diverse Zeugen gaben an, dass Souzas Mitarbeiter teilweise schon aufgetaucht waren, bevor die Morde stattgefunden hatten. Die Polizei kündigte Ermittlungen an.

### Verhaftung und Anklage
Am 25. April 2009 wurden 16 Personen verhaftet. Unter den Inhaftierten befand sich auch Souzas Sohn Raphael. Ihm wurden Drogenhandel, illegaler Waffenbesitz und Mord vorgeworfen. Auch gegen Wallace Souza selbst wurde wegen Drogenhandels, Bildung einer kriminellen Vereinigung und Anstiftung zum Mord von mindestens fünf Menschen ermittelt. Einer der festgenommenen Leibwächter Souzas belastete diesen schwer. Die Morde sollten seinen diversen Tätigkeiten dienen. Erstens räumte er Konkurrenten aus dem Drogenhandel aus dem Weg und steigerte zweitens die Attraktivität seiner Sendung. Auch politisch nutzte er die Angst der Menschen vor der vorherrschenden Gewalt. Wegen seiner Tätigkeit als Abgeordneter und der damit verbundenen Immunität konnte er zunächst nicht festgenommen werden. Bei der Durchsuchung seiner Villa wurden hohe Geldbeträge und diverse Waffen sichergestellt. Souza bestritt in einem Interview mit Associated Press die Vorwürfe und sprach von einer Verschwörung der Politik und verbrecherischer Kreise aus dem Drogenmilieu, denen er ein Dorn im Auge sei. Wegen der erdrückenden Beweislast beschloss das Parlament Anfang Oktober dennoch die Aufhebung der Immunität, woraufhin Souza abtauchte. Nach vier Tagen stellte er sich am 9. Oktober 2009 der Polizei. Er wiederholte seine Verschwörungstheorie und beteuerte weiterhin seine Unschuld. Die Reporter seien nur deshalb immer so schnell an den Tatorten aufgetaucht, weil der Polizeifunk abgehört wurde und die Macher der Sendung ein eigenes Netzwerk von Informanten unterhalten würden. Nach Anträgen seines Anwaltes und dem Eingreifen seines Bruders Carlos Souza, der das Amt des Vizebürgermeisters von Manaus bekleidete, wurde Souza in einer speziellen Einzelzelle untergebracht, die eigentlich nur Inhaftierten mit Universitätsabschluss vorbehalten war.

### Tod
Zur Behandlung einer Lebererkrankung wurde Wallace Souza während der laufenden Verhandlung im März 2010 in ein Krankenhaus in São Paulo verlegt. Zu diesem Zeitpunkt war der Prozess gegen ihn fast beendet und Souza durch diverse Beweise und Zeugenaussagen schwer belastet. Am 27. Juli 2010 verstarb er in dem Krankenhaus nach einem Herzanfall.
Souza hinterließ seine Frau und drei Kinder. Während sein Sohn Raphael zu elf Jahren Haft verurteilt wurde, wurde das Verfahren gegen Wallace Souza nach seinem Tod eingestellt.